# Ман Сингх
Ман Сингх (хинди मारवाड़ के मान सिंह; 3 февраля 1783 — 4 сентября 1843) — последний независимый махараджа княжества Джодхпур (19 октября 1803 — 4 сентября 1843). Он был назначен наследником своего деда Виджая Сингха 7 ноября 1791 года. Однако после смерти Виджая Сингха Бхим Сингх захватил Джодхпур и провозгласил себя правителем Марвара.

## Биография
Родился 3 февраля 1783 года. Сын Гумана Сингха Сахиба (+ 1791) и его первой жены Чауханиджи Канварани Абхай Канварджи Маджи Сахиба, дочери Тхакура Шри Гордхана Даса из Соинты. Внук и наследник Виджая Сингха (1729—1793), махараджи Джодхпура (1752—1753, 1772—1793).
Ман Сингх был отправлен в Джалор для его собственной безопасности, где он оставался на протяжении всего правления своего двоюродного брата Бхима Сингха, махараджи Джодхпура (1793—1803).
Ман Сингх унаследовал княжеский престол после смерти своего двоюродного брата Бхима Сингха 19 октября 1803 года. В 1804 году Ман Сингх разорвал договор с англичанами о сотрудничестве и заключил союз с Яшвантом Рао, махараджей Холкара, однако Джодхпур был захвачен Даулат Рао Шинде, махараджей Гвалиора, и был вынужден разорвать их союз с Холкаром и заплатить большую дань.
На протяжении всего своего правления ему противостояли многие из его главных вельмож, и он зависел от поддержки сменявших друг друга фракций. Последними из них были члены семьи Натх, духовные советники Махараджи, которые пришли контролировать государственные дела и превратили его в отшельника. Многие из знати бежали в соседние княжества, государственные репрессии стали полностью мстительными и хладнокровными.
Ман Сингх, после того, как ему стало невыносимо видеть, как его княжество разрушает махараджа Гвалиора и его собственные коррумпированные дворяне и министры, 6 января 1818 года вступил в договорные отношения с англичанами.
.хжз

## ОсадаМехрангарха
В 1806 году объединенные армии махараджей Джайпура, Биканера и Мевара объявили войну княжеству Марвар (Джодхпур), чтобы установить своего претендента на пост махараджи Джодхпура. Однако Ман Сингх нанес объединенным войскам такое сокрушительное поражение, что Джагату Сингху из Джайпура пришлось заплатить сумму в 2 00 000 рупий, чтобы обеспечить себе безопасный проезд. В честь победы Мана над Джайпуром в 1808 году в форте Мехрангарх были построены Джайпол, или Ворота Победы.

## Убежище правителя Нагпура
В 1829 году Ман Сингх предоставил убежище Мудходжи II Бхонсле, махарадже Нагпура (1816—1818), также известному как Аппа Сахиб, свергнутому правителю Нагпура вопреки воле британцев. Он отказался передать его британцам, несмотря на настойчивые требования генерал-губернатора лорда Уильяма Бентинка. Аппа Сахиб оставался в Джодхпуре в Ман Мандире до своей смерти в 1840 году.

## Смерть и наследие
60-летний Ман Сингх скончался в Мандоре 4 сентября 1843 года. У махараджи было много жен и наложниц. На момент смерти у него было пять сыновей и четыре дочери от жен, а также девять сыновей и две дочери от наложниц:
- Махараджкумар Шри Кишор Сингхджи Сахиб (умер в детстве)
- Юврадж Шри Махараджкумар Чаттар Сингхджи Сахиб (ок. 1800 — март 1818), наследник престола
- Махараджкумар Шри Притхви Сингхджи Сахиб
- Махараджкумар Шри Пратап Сингхджи Сахиб
- Махараджкумар Шри Шивдхан Сингхджи Сахиб (род. 1838 — умер в детстве)
- Махараджкумари Шри Сир Канвар Байджи Лалл Сахиба (+ 1868)
- Махараджкумари Шри Сваруп Канвар Байджи Лалл Сахиба
- Махараджкумари Шри Имрат Канвар Байджи Лалл Сахиба
- Махараджкумари Шри Индер Канвар Байджи Лалл Сахиба.

После смерти Мана Сингха, не оставившего после себя наследником мужского пола, княжеский трон Джодхпура занял его дальний родственник Тахт Сингх (1819—1873), махараджа Ахмеднагара (1841—1843), который стал 23-м махараджей Джодхпура (1843—1873).